# Свято-Георгіївський собор (Владикавказ)
Собор Великомученика Георгія Побідоносця (ос. Сыгъдæг Геуæргийы кафедралон аргъуан, стара осет. орфографія Сидеґ Геуергійё кафедралон æмбѵрдон арҕуан) — кафедральний собор Владикавказької єпархії у Владикавказі.

## Історія
Рішенням Владикавказької міськради № 249 від 30 серпня 1991 року надано у безстрокове користування земельну ділянку у Владикавказі для будівництва собору Святого великомученика Георгія Побідоносця.
Будівництво собору на території колишнього цвинтаря, розташованого між вулицями Барбашова та Таутієва, розпочато 18 жовтня 1996 року.

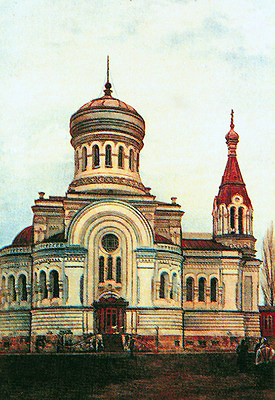
Кафедральний собор в ім'я Михайла архістратига на початку XX століття

За основу архітектурно-планувального рішення взято кафедральний собор, який існував у Владикавказі на початку XX століття. Основні роботи з будівництва храму виконані до 2003 року.
У жовтні 2010 року папа і патріарх Олександрійський і всієї Африки Феодор II передав у дар Георгіївському собору частину мощей святого покровителя храму — Георгія Побідоносця. Після того, як чудотворну святиню було доставлено до собору, тисячі віруючих відстояли урочисту службу в храмі та на вулиці, оскільки храм не зміг вмістити всіх бажаючих бути присутніх на цьому богослужінні. Потім люди провели кілька годин у довгій черзі, щоб доторкнутися до ковчегу. Вранці наступного дня ковчег був доставлений на вертоліт, який декілька годин кружляв над усією республікою для її освячення мощами небесного покровителя. Реліквія перебуває на зберіганні в соборі, і всі віруючі християни приходять сюди, щоб поклонитись святині. У храмі розмістили ікону з часткою мощей святого праведного воїна Феодора Ушакова. Священнослужителі собору надають допомогу нужденним. Вони ведуть роботу з військовослужбовцями, ув'язненими, вихованцями дитячих будинків та притулків, а також із парафіянами храму. Сюди привозять святині, щоб тисячі віруючих могли мати доступ до них і просити допомоги у важких життєвих ситуаціях.
У листопаді 2014 року до Георгіївського собору Владикавказу було привезено хрест-мощевик із вкладеним у нього шматочком Ризи Господньої та частинками мощів святих. Це мощі Івана Златоуста, Георгія Побідоносця та цілителя Пантелеймона. Одночасно до храму були доставлені в ковчезі мощі Матрони Московської. Ці реліквії перебували в соборі близько місяця та були доступні для поклоніння.
Із червня 2016 року ведуться розписи собору, описи святих пишуться церковнослов'янською та осетинською мовами. Серед ликів святих пишуться фрески ранніх християнських та середньовічних аланських святих.
Служба ведеться церковнослов'янською та осетинською мовами.
15 квітня 2017 року до Георгіївського собору було доставлено з храму Гробу Господнього в Єрусалимі пасхальний благодатний вогонь, його прийняв єпископ Владикавказький та Аланський Леонід. Владика провів святкову великодню літургію.
Із кінця 2000-х років у сквері біля собору щорічно проходять святкові гуляння у Великдень, Різдва Христового.

## Територія Собору
- На подвір'ї собору розташована будівля Владикавказького єпархіального управління, управлінські відділи єпархії,
- У другій частині корпусу розташована недільна школа, православна недержавна приватна школа дев'ятирічна ім. Аксо Колієва.

## Клір
- Настоятель — єпископ Владикавказький та Аланський Герасим (Шевцов)
- ієрей Георгій Кудзагов,
- ієрей Дмитро Кондратьєв-ключник,
- ієрей Рустик Фенченко,
- ієрей Георгій Дзеранов,
- диякон Микола Селегеєнко,
- диякон Петро Євстаф'єв,
- диякон Валерій Бобильов,
- іподіакони.